# سلیگمن (آریزونا)
سلیگمن (به انگلیسی: Seligman) یک منطقهٔ مسکونی در ایالات متحده آمریکا است که در شهرستان یاواپای، آریزونا واقع شده‌است. سلیگمن ۱۶٫۶۰ کیلومتر مربع مساحت و ۱۰٬۰۳۱ نفر جمعیت دارد و ۱٬۵۹۸ متر بالاتر از سطح دریا قرار دارد.